# یامودو کامارا
یامودو کامارا (انگلیسی: Yamoudou Camara؛ زادهٔ ۱۲ اوت ۱۹۸۷) بازیکن فوتبال اهل فرانسه است.
از باشگاه‌هایی که در آن بازی کرده‌است می‌توان به باشگاه فوتبال اکراناس اشاره کرد.